# Torrey (Utah)
Torrey è una città degli Stati Uniti d'America, situata nello Stato dello Utah, nella Contea di Wayne.